# Sonny Colbrelli
Sonny Colbrelli (ur. 17 maja 1990 w Desenzano del Garda) – włoski kolarz szosowy.

## Osiągnięcia
Opracowano na podstawie:

2008
- 2. miejsce w Trofeo Città di Ivrea
- 3. miejsce w Trofeo Emilio Paganessi

2010
- 1.  miejsce w Trofeo Alcide Degasperi

2011
- 2. miejsce w Trofeo Zsšdi
- 3. miejsce w Trofeo Franco Balestra
- 2. miejsce w Trofeo Piva
- 3. miejsce w Gran Premio della Liberazione

2012
- 2. miejsce w Coppa Bernocchi
- 1. miejsce na 1. etapie Giro di Padania (jazda drużynowa na czas)

2013
- 2. miejsce w Volta Limburg Classic
- 2. miejsce w Tour of Almaty

2014
- 2. miejsce w Gran Premio di Lugano
- 3. miejsce w Roma Maxima
- 2. miejsce w Volta Limburg Classic
- 1. miejsce w Giro dell’Appennino
- 1. miejsce na 2. etapie Dirka po Sloveniji
- 2. miejsce w Tre Valli Varesine
- 1. miejsce w Memorial Marco Pantani
- 1. miejsce w Gran Premio Industria e Commercio di Prato
- 1. miejsce w Coppa Sabatini

2015
- 1. miejsce w Tour du Limousin
  - 1. miejsce na 1. etapie
- 3. miejsce w Giro del Piemonte
- 1. miejsce w Gran Premio Bruno Beghelli

2016
- 2. miejsce w Trofeo Laigueglia
- 1. miejsce w Gran Premio di Lugano
- 2. miejsce w Volta Limburg Classic
- 3. miejsce w Amstel Gold Race
- 2. miejsce w Tour du Limousin
  - 1. miejsce na 3. i 4. etapie
- 1. miejsce na 5. etapie Tour du Poitou-Charentes
- 1. miejsce w Coppa Agostoni
- 1. miejsce w Coppa Sabatini
- 2. miejsce w Giro di Toscana
- 1. miejsce w Tre Valli Varesine

2017
- 1. miejsce na 2. etapie Paryż-Nicea
- 1. miejsce w Brabantse Pijl
- 3. miejsce w Bretagne Classic Ouest-France
- 1. miejsce w Coppa Bernocchi
- 2. miejsce w Coppa Sabatini
- 2. miejsce w Gran Premio Bruno Beghelli

2018
- 3. miejsce w Dubai Tour
  - 1. miejsce na 4. etapie
- 3. miejsce w Kuurne-Bruksela-Kuurne
- 2. miejsce w Brabantse Pijl
- 1. miejsce na 1. etapie Hammer Limburg (drużynowo)
- 1. miejsce na 3. etapie Tour de Suisse
- 2. miejsce w Grand Prix Cycliste de Montréal
- 1. miejsce w Coppa Bernocchi
- 2. miejsce w Coppa Sabatini
- 1. miejsce w Giro del Piemonte

2019
- 1. miejsce na 4. etapie Tour of Oman
- 2. miejsce w mistrzostwach Włoch (start wspólny)
- 2. miejsce w Deutschland Tour
  - 1. miejsce w klasyfikacji punktowej
  - 1. miejsce na 4. etapie
- 2. miejsce w Coppa Sabatini
- 1. miejsce w Gran Premio Bruno Beghelli

2020
- 1. miejsce na 2. etapie Route d'Occitanie
- 3. miejsce w mistrzostwach Włoch (start wspólny)

2021
- 1. miejsce w klasyfikacji punktowej Tour de Romandie
  - 1. miejsce na 2. etapie
- 1. miejsce w klasyfikacji punktowej Critérium du Dauphiné
  - 1. miejsce na 3. etapie
- 1. miejsce w mistrzostwach Włoch (start wspólny)
- 1. miejsce w Benelux Tour
  - 1. miejsce na 6. etapie
- 1. miejsce w mistrzostwach Europy (start wspólny)
- 2. miejsce w Coppa Sabatini
- 1. miejsce w Memorial Marco Pantani
- 1. miejsce w Paryż-Roubaix

2022
- 2. miejsce w Omloop Het Nieuwsblad

## Rankingi
| Rok              | 2010 | 2011 | 2012 | 2013 | 2014 | 2015 | 2016 | 2017 | 2018 | 2019 | 2020 | 2021 | 2022 |
| ---------------- | ---- | ---- | ---- | ---- | ---- | ---- | ---- | ---- | ---- | ---- | ---- | ---- | ---- |
| UCI World Tour   |      |      |      |      |      |      | -    | 41.  | 48.  |      |      |      |      |
| World Ranking    |      |      |      |      |      |      | 16.  | 30.  | 22.  | 66.  | 106. | 6.   | 280. |
| UCI Europe Tour  | 314. | 165. | 147. | 59.  | 2.   | 11.  | 3.   | 18.  | 7.   | 54.  | 89.  | 5.   | 224. |
| UCI Asia Tour    | -    | -    | 99.  | 347. | 133. | -    | -    | 270. | 35.  |      |      |      |      |
| UCI America Tour | -    | 300. | 393. | -    | -    | 139. | -    | -    | -    |      |      |      |      |
| UCI Oceania Tour | 28.  | -    | -    | -    | -    | -    | -    | -    | -    |      |      |      |      |
|                  |      |      |      |      |      |      |      |      |      |      |      |      |      |
| Źródło: UCI      |      |      |      |      |      |      |      |      |      |      |      |      |      |